# Àlex Blanquer
Alexandra Blanquer Boluda (Xeraco, Valencia, 28 de octubre de 1992) es una periodista y presentadora de televisión española.

## Biografía
Se graduó en periodismo en la Universidad Miguel Hernández de Elche.
Desde 2018 es una de las caras más conocidas de À Punt, cadena autonómica de la Comunidad Valenciana. Su primera aparición fue en el año 2018 como reportera en el programa À Punt Directe presentador por Carolina Ferre.
A finales de 2020 estrena en el prime time de À Punt el programa Cara o creu junto a Manu Lajarín. En 2021 y 2022 presenta el talent Duel de veus en la cadena valenciana. Desde 2021 hasta 2023 presenta el programa Terra viva.
Desde 2021 se encarga de presentar el programa de las Campanadas de fin de año en À Punt junto con Máximo Huerta, Óscar Tramoyeres y Ximo Rovira.
En marzo de 2024 se confirma que será la encargada de presentar los programas especiales de las mascletás de Fallas de Valencia bajo el nombre de Mascletà À Punt.
En verano de 2024 ficha por Tiempo al tiempo para sustituir a Verónica Dulanto durante el verano. En octubre de ese mismo año se anuncia que será la encargada de presentar el magacín diario vespertino En directe, el programa fue cancelado a principios de 2025. Desde finales de marzo de ese mismo año conduce junto a Ximo Rovira el programa Bona vesprada Comunitat Valenciana.
En 2025 regresa Mediaset España para presentar La noche de los récords junto con Jesús Vázquez para el prime time de Telecinco. En junio de ese mismo año se anuncia que será la encargada de presentar Fiesta durante los fines de semana de verano junto a César Muñoz.

## Trabajos

### Programas de televisión

##### Como presentadora
| Año             | Programa                           | Canal     | Notas                  |
| --------------- | ---------------------------------- | --------- | ---------------------- |
| 2018 - 2020     | À Punt Directe                     | À Punt    | Reportera              |
| 2020            | Cara o creu                        | À Punt    | Presentadora           |
| 2021 - 2023     | Terra viva                         | À Punt    | Presentadora           |
| 2021 - 2022     | Duel de veus                       | À Punt    | Presentadora           |
| 2023            | TàP Zàping                         | À Punt    | Presentadora           |
| 2024 - presente | Mascletà À Punt                    | À Punt    | Presentadora           |
| 2024 - presente | Fogueres À Punt                    | À Punt    | Presentadora           |
| 2024            | Tiempo al tiempo                   | Cuatro    | Presentadora sustituta |
| 2024 - 2025     | En directe                         | À Punt    | Presentadora           |
| 2025 - presente | Bona vesprada Comunitat Valenciana | À Punt    | Presentadora           |
| 2025            | La noche de los récords            | Telecinco | Presentadora           |
| 2025            | Fiesta                             | Telecinco | Presentadora sustituta |

#### Programas especiales
| Año         | Programa                 | Canal  | Notas                                 |
| ----------- | ------------------------ | ------ | ------------------------------------- |
| 2021        | 3 anys d'À Punt          | À Punt | Presentadora junto a Lluís Cascant    |
| 2021 - 2022 | Campanadas de fin de año | À Punt | Presentadora junto a Máximo Huerta    |
| 2022 - 2023 | Campanadas de fin de año | À Punt | Presentadora junto a Óscar Tramoyeres |
| 2023 - 2024 | Campanadas de fin de año | À Punt | Presentadora junto a Ximo Rovira      |
| 2024 - 2025 | Campanadas de fin de año | À Punt | Presentadora junto a Ximo Rovira      |

##### Como invitada
| Año  | Programa         | Canal  | Notas    |
| ---- | ---------------- | ------ | -------- |
| 2020 | Atrapa'm si pots | À Punt | Invitada |